# Calpulalpan
Calpulalpan – miasto w Meksyku, w stanie Tlaxcala.